# 山口県道344号吉部下篠目線
山口県道344号吉部下篠目線（やまぐちけんどう344ごう きべしもしのめせん）は、山口県萩市から山口市に至る一般県道である。

## 概要
萩市大字吉部下から山口市阿東篠目に至る。

### 路線データ
- 起点：萩市大字吉部下（山口県道・島根県道13号萩津和野線交点）
- 終点：山口市阿東篠目（国道9号交点）
- 通行不能区間：萩市大字吉部上 - 山口市阿東生雲中（いくもなか）間

## 歴史
- 1977年（昭和52年）4月1日 - 山口県告示第284号により認定される。
- 2004年（平成16年）春頃 - 山口市阿東生雲中にあった通行不能区間が解消される。
- 2005年（平成17年）3月6日 - 萩市と阿武郡に属する6町村（須佐町、田万川町、旭村、川上村、福栄村、むつみ村）が対等合併して改めて萩市が発足したことに伴い起点の地名表記が変更される（阿武郡むつみ村吉部下→萩市吉部下）。
- 2010年（平成22年）1月16日 - 阿武郡阿東町が山口市に編入したことに伴い終点の地名表記が変更される（阿武郡阿東町篠目→山口市阿東篠目）。

## 路線状況

### 重複区間
- 山口県道310号迫田篠目停車場線（山口市阿東生雲中（いくもなか））
- 山口県道311号篠目徳佐下線（山口市阿東篠目）

## 地理

### 通過する自治体
- 山口県
  - 萩市 - 山口市

### 交差する道路
| 交差する道路                                                    | 市町村名 | 交差する場所             | 交差する場所 |
| --------------------------------------------------------------- | -------- | ------------------------ | ------------ |
| 山口県道・島根県道13号萩津和野線                                | 萩市     | 大字吉部下               | 起点         |
| 通行不能区間                                                    |          |                          |              |
| 山口県道11号萩篠生線 山口県道310号迫田篠目停車場線 重複区間起点 | 山口市   | 阿東生雲中（いくもなか） |              |
| 山口県道310号迫田篠目停車場線 重複区間終点                      | 山口市   | 阿東生雲中               |              |
| 山口県道311号篠目徳佐下線 重複区間起点                          | 山口市   | 阿東篠目                 |              |
| 国道9号 山口県道311号篠目徳佐下線 重複区間終点                  | 山口市   | 阿東篠目                 | 終点         |

### 沿線
- 萩市役所 むつみ総合事務所
- 山口市立生雲小学校
- 生雲ダム

### 峠
- 尾ノ坂峠（萩市大字吉部上、ただし自動車通行不能）